# 安藝國虎
安藝國虎（あき くにとら，1530年—1569年9月21日)，是控制土佐東部的豪族，份屬土佐七雄之一，娶了一條兼定的妹妹。自細川高國拜領「國」一字，名為國虎。

## 人物生涯
由於和長宗我部氏領土接連，且兩家關係很差（犬猿之仲），安藝國與長宗我部元親家臣吉田重俊，針對香美郡夜須的所有權爆發爭執，安藝國虎主張其具備馬之上村（安藝郡藝西村）的所有權，於是出兵攻打長宗我部元親領有的夜須，後來更在永祿6年（1563年）趁著長宗我部元親攻打本山氏時，連同義兄一条兼定的3000援軍，合計5000大軍出兵襲擊長宗我部家的本城岡豐城，但因長宗我部家臣福留親政抵抗，以及夜須城主吉田重俊父子適時馳援，終於撐到長宗我部元親率軍合流，最後雙方經由一條兼定仲介斡旋，於永祿7年（1564年）達成和睦協議。
永祿11年（1568年），在長宗我部元親完全消滅本山氏後，接續把擴張的目標鎖定在安藝氏，在永祿12年（1569年）4月巧立名目用邀請安藝國虎磋商和睦協議為由請他來岡豐城，但安藝國虎看出宴無好宴，遂以無禮千萬斥訓，不料此舉亦中元親下懷，成為長宗我部元親撕毀合約的大義名分，揮兵七千直撲安藝氏，迅速攻佔安藝家的新庄、穴內兩城。
為保家業，安藝國虎亦領5000兵馬在八流佈陣迎擊，並打算向姻親一條家借來三千援兵，但長宗我部元親動作更快，趁著援兵未至前兵分兩路，一路元親本隊2000兵從陸路出動，一路由福留親政率兵5000，沿海迂迴從安藝軍的背後發動攻勢前後夾擊，福留親政的5000兵於八流與安藝國虎部將黑岩越前率領的2000兵遭遇激戰，但由於安藝家的譜代家臣横山紀伊、岡林將監、專當氏、專光寺右馬允、小川新左衛門及小谷左近右衛門等人紛紛倒戈，且一條家的援軍遲遲未到來，致使安藝軍總崩，安藝國虎只能勉強率領敗兵逃回安藝城。可是安藝城不久後即遭追殺而來的長宗我部軍包圍，在食糧耗盡且長宗我部家臣橫山民部在井內投毒。安藝國虎眼見絕望，遂向長宗我部元親請降，願意用自己的性命換取家臣和百姓安然，獲元親首肯後，於8月11日（1569年9月21日）在淨貞寺自盡。
安藝國虎死後，妻子回到娘家一條氏，而獨子千壽丸則逃往阿波，為統領當地長宗我部元親曾試圖安排三弟香宗我部親泰入繼安藝家，但因為原安藝家的家臣大力反對而作罷，謹自稱安藝守。